# 2009 في الدنمارك
فيما يلي قوائم الأحداث التي وقعت خلال عام 2009 في الدنمارك.

## سياسة

### تعيين في المنصب
- 5 أبريل – لارس لوكه راسموسن رئيس وزراء الدنمارك،Speaker of the Folketing  [لغات أخرى]‏.

### انتهاء فترة المنصب
- 5 أبريل – أندرس فوغ راسموسن رئيس وزراء الدنمارك،عضو فولكتنغ [الإنجليزية]‏.

## أفلام
من الأفلام التي صدرت هذه السنة في الدنمارك:
- 1 يناير – تشهير من إخراج Yoav Shamir [الإنجليزية]‏.
- 18 مايو – ضد المسيح من إخراج لارس فون ترايير.

## مواليد

### مايو
- 4 مايو – الأمير هنريك من الدنمارك

## وفيات

### يوليو
- 2 يوليو – كاي هانسن (مواليد 1940) لاعب كرة قدم دنماركي.

### سبتمبر
- 8 سبتمبر – آجي بور (مواليد 1922) فيزيائي دنماركي.